# Magellanovi oblaci
Magellanovi oblaci (eng. Magellanic Clouds, lat. Nubeculae Magellani, rus. Магеллановы Облака, fra. Nuages de Magellan) su dvije nepravilne patuljaste galaktike. Vidljive su na južnoj nebeskoj polukugli. Pripadaju Mjesnoj skupini i kruže oko galaktike Kumovske slame. Obje pokazuju znakove prečkaste strukture, zbog čega ih se često reklasificira u Magellanove spiralne galaktike. Te dvije galaktike koje tvore oblak su:
- Veliki Magellanov oblak (LMC), udaljen približno 160 000 svj. godina
- Mali Magellanov oblak (SMC), udaljen približno 200 000 svj. godina